# 三谷祐資
三谷 祐資（みたに ゆうじ、1946年 - ）は、日本の洋画家。太陽をテーマとした作品を描く。兵庫県三田市在住。

## 来歴
1946年に三重県伊勢市で生まれる。高校卒業後、独学で絵画の作成を開始し、行動美術協会において作品を発表。油彩画の表現に行き詰ったことからヨーロッパやインドを放浪したのち、行動美術協会を離れフリーで活動。3年ほど費やし「ユーラシア大陸の聖域」（全長100メートル）を描き上げる。その後、1990年頃から約10年かけて日本全国を巡って作成したスケッチを題材として、「四季の国・日本」（全長170メートル）の制作を行った。2022年12月には、「ユーラシア大陸の聖域」および「四季の国・日本」の2作品を同時に展示した展覧会を京都市勧業館にて開催し、その全長は270メートルに及んだ。

## 作品
- 「ユーラシア大陸の聖域」 - ヨーロッパやインドでの放浪のあと、1日15時間、3年ほどかけて作成された作品で、ギリシャから中国までが写実的に描かれている。全長は100メートル[2]。
- 「四季の国・日本」  - 1990年頃作成を開始。地球温暖化の影響を憂慮し四季の美しさを表現。日本全国でのスケッチを題材とし、合成樹脂に顔料を混ぜた絵具を下地にしたうえで描かれている。全長は170メートル。2005年には愛知万博のサテライト会場で紹介され、2018年には兵庫県立美術館にて展示された[1]。